# آل هادي عوض (مودية)

تعديل مصدري - تعديل

آل هادي عوض هي إحدى قرى عزلة مودية بمديرية مودية التابعة لمحافظة أبين، بلغ تعداد سكانها 28 نسمة حسب تعداد اليمن لعام 2004.